# Thunder Mountain (film 1925)
Thunder Mountain è un film muto del 1925 diretto da Victor Schertzinger. La sceneggiatura di Eve Unsell si basa su Thunder, lavoro teatrale di Peg Franklin andato in scena in prima al Criterion Theatre di New York il 22 settembre 1919.

## Trama

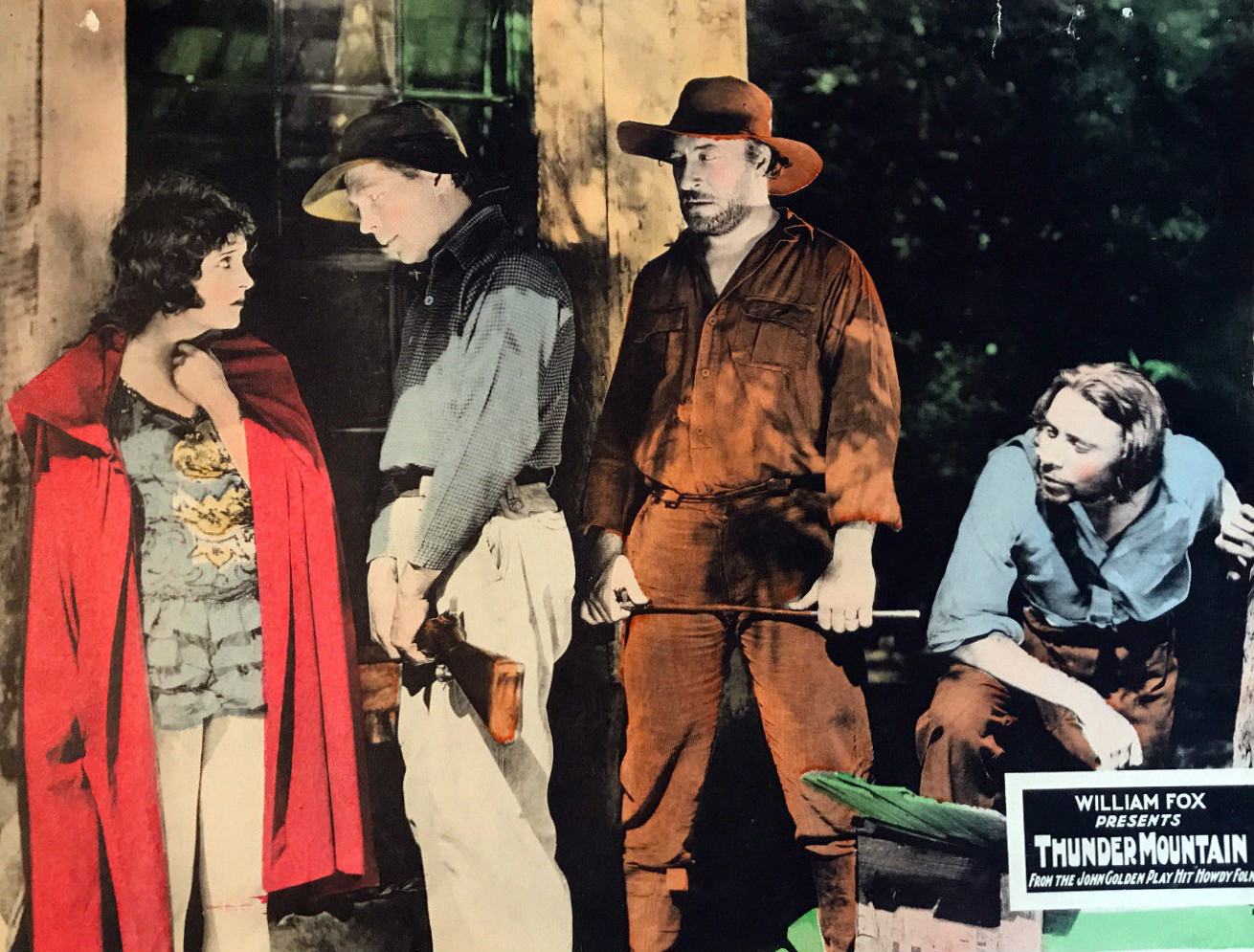
Madge Bellamy

A Thunder Mountain, gli abitanti sono poveri e analfabeti. In paese regna l'ignoranza e solo Si Pace, uno che vive prestando denaro, possiede un "libro". Una faida divide due famiglie, i Martin e i Givens. Il predicatore convince Sam Martin a lasciare il paese per andare a farsi un'istruzione altrove. Il giovane torna tre anni dopo, deciso a costruire una scuola. Ma Pace rifiuta di imprestargli il denaro necessario. Sam conosce Azalea, una giovane attrice circense che è fuggita dal circo e dalla brutalità del suo proprietario. Vestita di lustrini e in calzamaglia, la ragazza danza per Si Pace nel vano tentativo di raccogliere i fondi per la scuola. Scoperta da Sam che dubita di lei, Azalea decide di andarsene con Joe Givens ma, prima della loro fuga, Joe deruba e uccide Si Pace. Tutti gli abitanti credono che il colpevole del delitto sia Sam e si preparano a impiccarlo. Il predicatore, per fermarli, fa detonare della dinamite che aveva posizionato in montagna, dicendo che quella esplosione è la collera di dio per il loro comportamento. Joe, preso dal terrore, confessa allora il suo crimine. Sam e Azalea si sposano e l'uomo riesce finalmente a costruire la sua scuola.

## Produzione
Il film fu prodotto dalla Fox Film Corporation.

## Distribuzione
Il copyright del film, richiesto da William Fox, fu registrato il 4 ottobre 1925 con il numero LP21954.

Distribuito dalla Fox Film Corporation, il film uscì nelle sale cinematografiche statunitensi l'11 ottobre 1925. La Fox Film Company lo distribuì nel Regno Unito il 19 aprile 1926. In Spagna, con il titolo Monte del trueno, fu presentato a Madrid il 24 ottobre 1926. In Brasile, il film prese il titolo A Montanha do Trovão, in Francia quello di La Saltimbanque.
Non si conoscono copie ancora esistenti della pellicola che viene considerata presumibilmente perduta.